# The Grant
The Grant (anteriormente One Museum Park West) es la estructura que acompaña a One Museum Park en el área comunitaria (vecindario) Near South Side en Chicago, Illinois (Estados Unidos). Está localizado al norte del final del desarrollo del área Central Station.

## Visión general

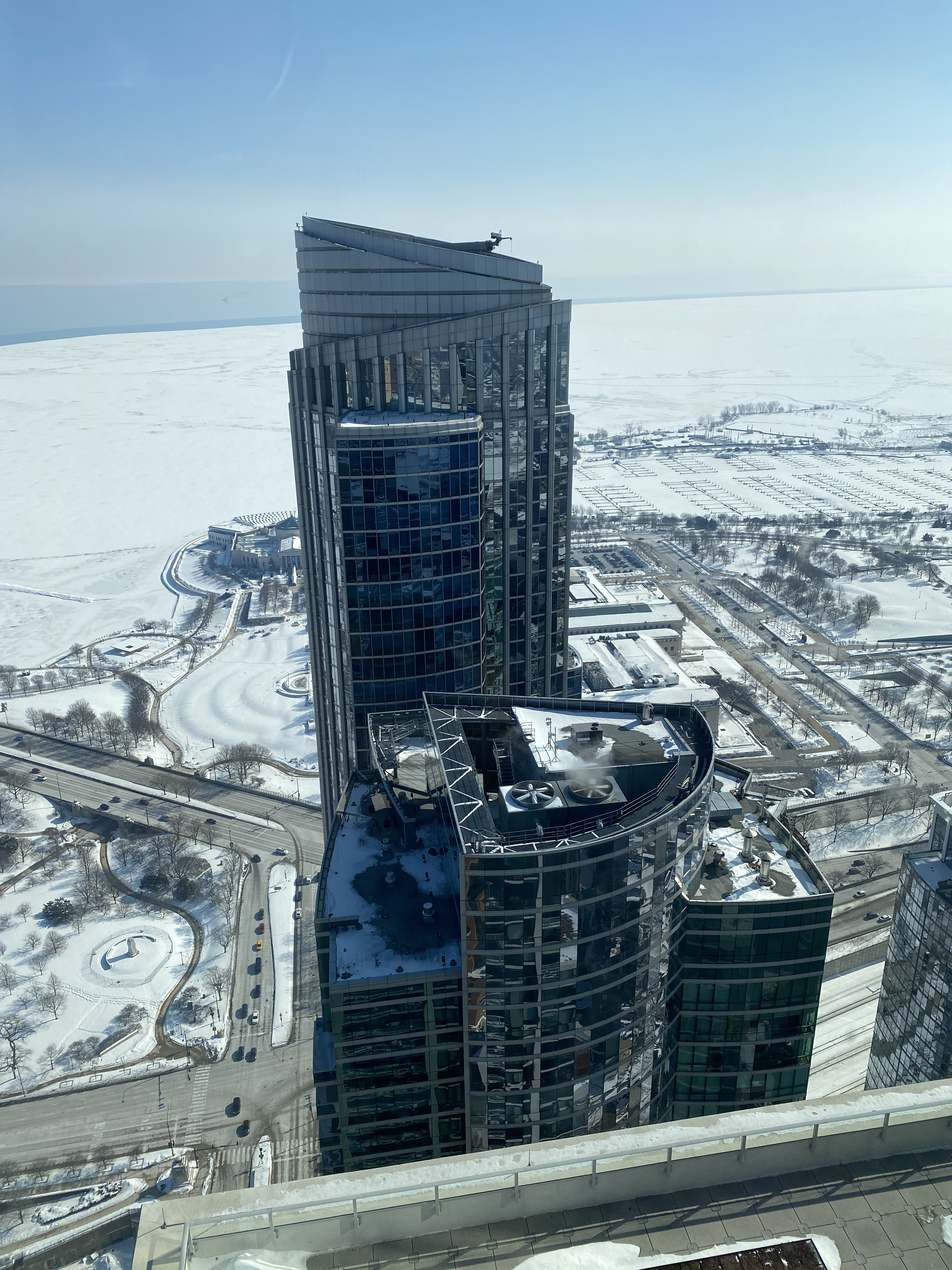
One Museum Park

Museum Park es un complejo  de torres residenciales múltiples dentro del desarrollo de Central Station en el borde del sur del Grant Park, a través de Lake Shore Drive desde el parque Museum Campus de Chicago. La construcción de The Grant fue posterior a la del rascacielos de 62 plantas One Museum Park, directamente al este. En 2006, se crea la Prairie District Neighborhood Alliance, una organización sin ánimo de lucro para proporcionar representación para los miles de residentes de South Loop, incluyendo Prairie District, Central Station y Museum Park, Motor Row, South Michigan Ave, así como otras áreas del Near South Side.
En julio de 2012, el edificio fue adquirido por la empresa Related Companies de Nueva York junto con el 1600 Museum Park y Museum Park Place 2 y que fueron renombrados The Grant, Adler Place y Harbor View. A febrero de 2013, 238 unidades en el edificio seguían en venta.

## Educación
El edificio está asignado a las siguientes escuelas en el sistema de escuelas públicas de Chicago Escuelas Públicas de Chicago.
- South Loop Elementary School[5]
- Phillips Academy High School

## Galería

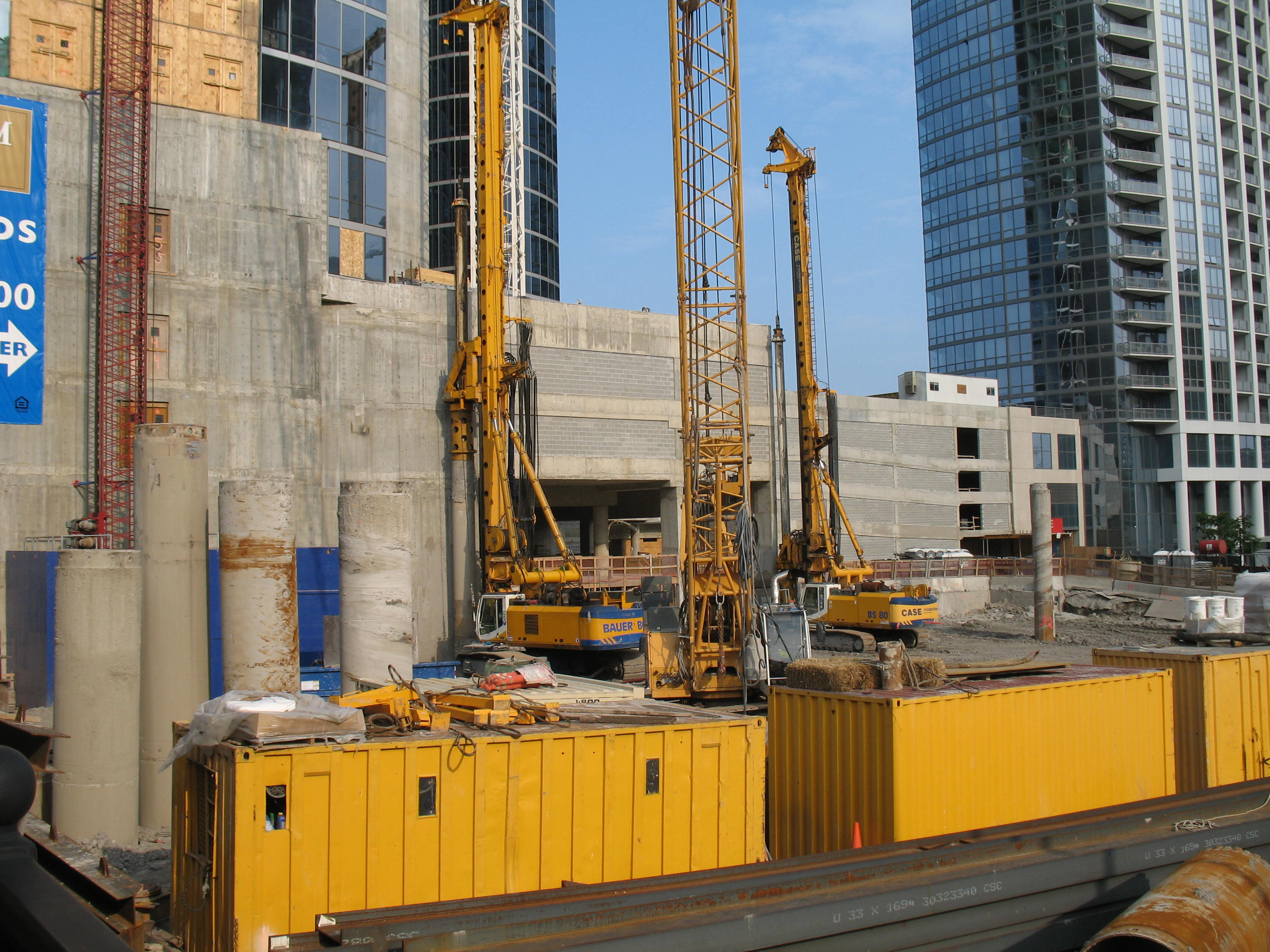
Fotografía de construcción (28-05-2007)
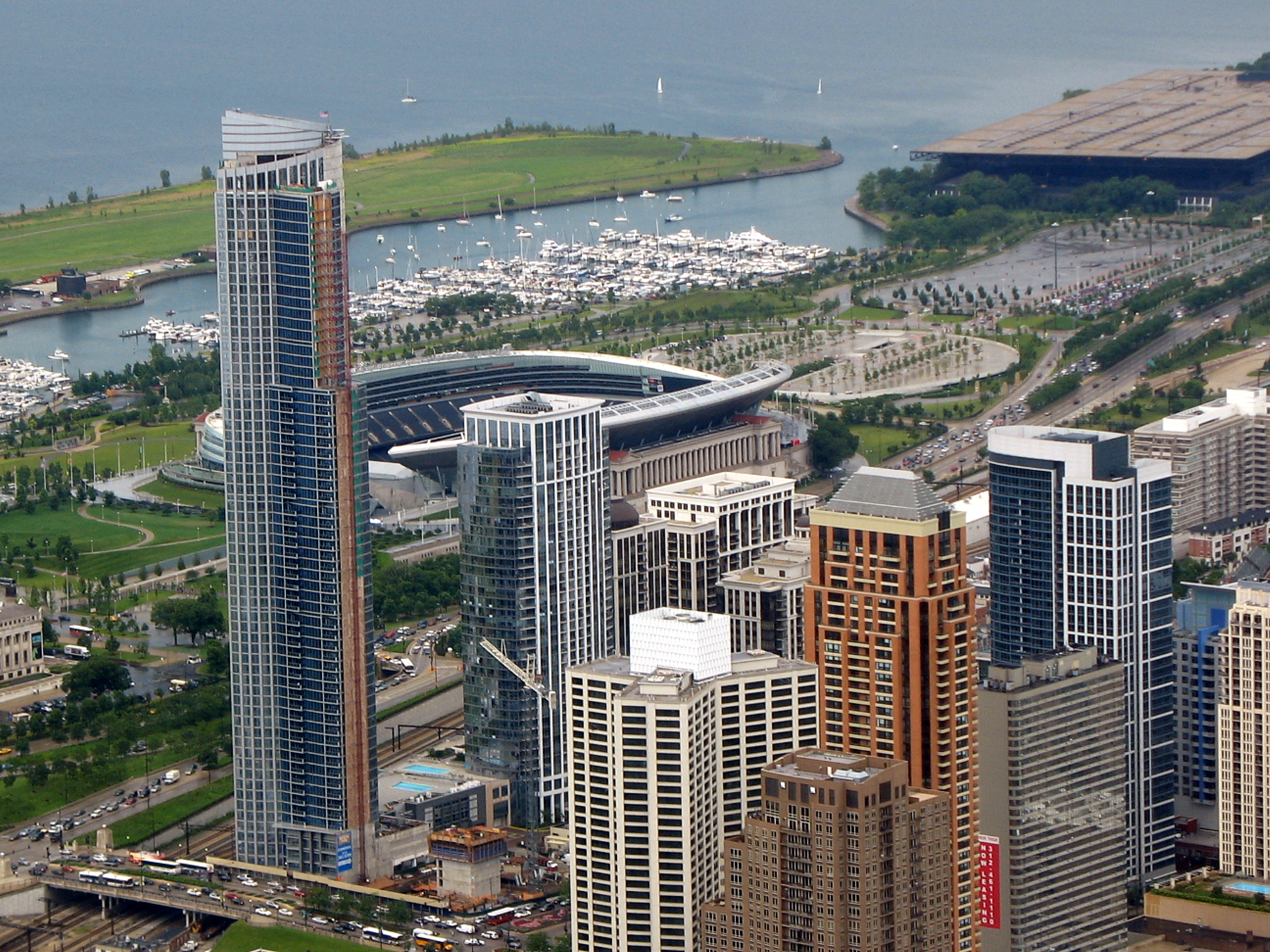
Construcción desde la Torre Willis (20-06-2008)
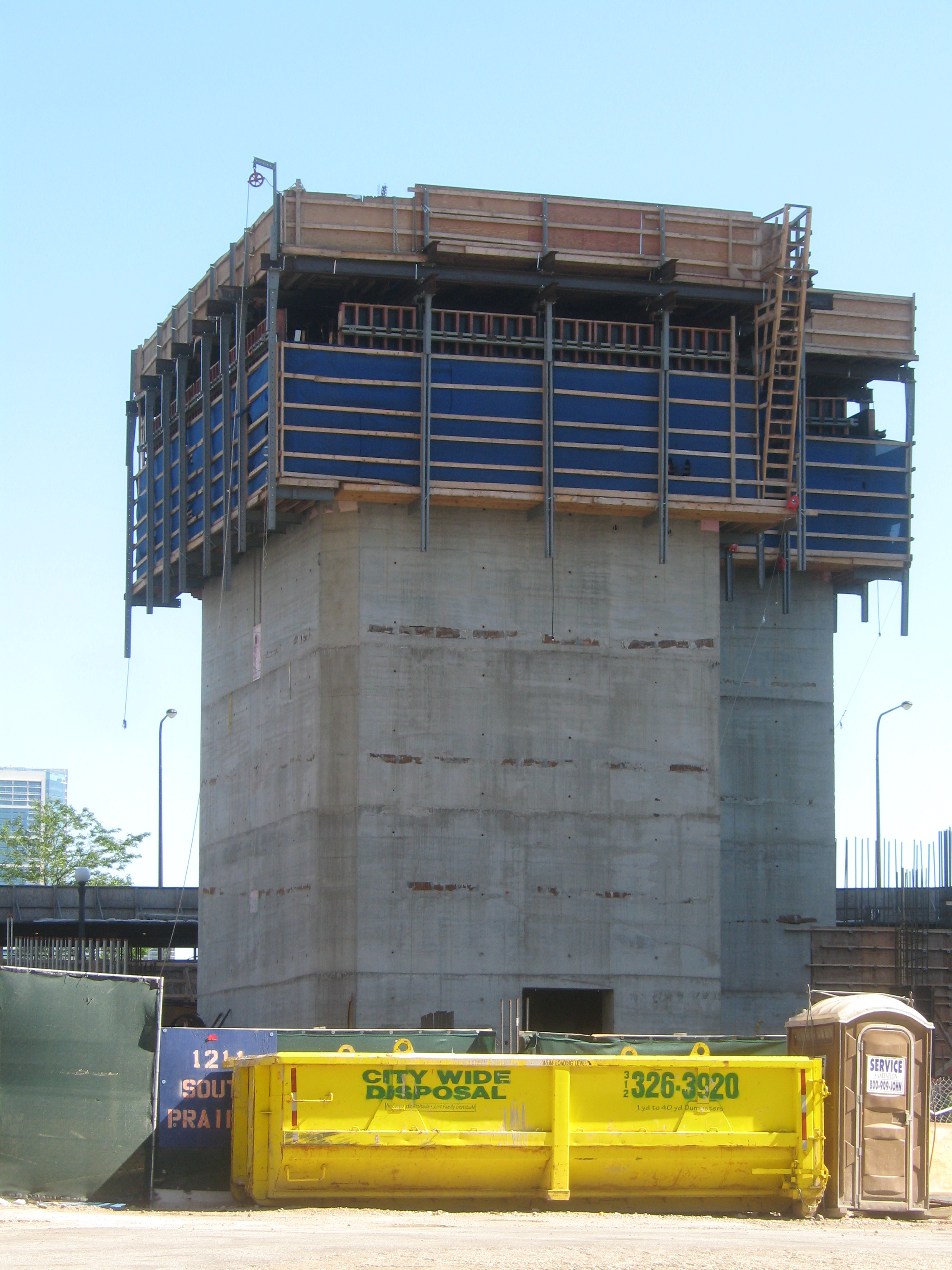
Toma de cerca de la construcción  (13-07-2008)